# Don Carlos (opéra)
Pour les articles homonymes, voir Don Carlos.
Versions successives
- Version originale (1866) : composée en français, elle comprend cinq actes sans ballet.
- Version de Paris (11 mars 1867) : cinq actes avec ballet.
- Version de Naples (20 novembre 1872) : en italien, cinq actes avec ballet.
- Version de Milan (10 juin 1884) : en italien, quatre actes (sans acte I) sans ballet.
- Version de Modène (29 décembre 1886) : en italien, cinq actes sans ballet.

Personnages
- Philippe II, roi d’Espagne (basse)
- Don Carlos, infant d’Espagne (ténor)
- Rodrigue, marquis de Posa (baryton)
- Le Grand Inquisiteur (basse)
- Un moine (basse)
- Élisabeth de Valois, future reine d'Espagne (soprano)
- La princesse Eboli, sa dame d’honneur (mezzo-soprano)
- Thibault, page d’Élisabeth (soprano)
- La comtesse d’Aremberg (rôle muet)
- Le comte de Lerme (ténor)
- Un héraut royal (ténor)
- Une voix céleste (soprano)
- Députés flamands, inquisiteurs, seigneurs et dames des cours de France et d’Espagne ; bûcherons, peuple, pages, gardes de Henri II et de Philippe II ; moines, suite du Saint-Office, soldats (chœur)

Airs
- « Dieu, tu semas dans nos âmes » (« Dio, che nell'alma infondere ») - Carlos, Posa (acte II, sc.1)
- « Au palais des fées » (« Nel giardin del bello ») (air du Voile) - Eboli (II, 2)
- « Elle ne m'aime pas ! » (« Ella giammai m'amò ! ») - Philippe II (IV, 1)
- « Ô don fatal » (« O don fatale ») - Eboli (IV, 1)
- « Oui, Carlos...  Carlos, écoute » (« Per me giunto... O Carlo ascolta ») - Posa (IV, 2)
- « Toi qui sus le néant » (« Tu che le vanità ») -  Élisabeth (V, 1)

Don Carlos est un « grand opéra à la française » en cinq actes de Giuseppe Verdi, sur un livret de Joseph Méry et Camille du Locle, d'après la tragédie Don Carlos de Friedrich von Schiller, créé le 11 mars 1867 à l'Opéra de Paris.
Remanié en 1884, il devient Don Carlo pour la scène italienne. C'est dans la traduction italienne qu'il conquiert les scènes mondiales, donnant lieu au mythe d'une version italienne, alors que les deux versions (1866-67 et 1884) furent composées sur un texte français.

## Genèse
En 1864, Verdi est un compositeur reconnu du monde entier. Il a fait représenter en 1862 La forza del destino à Saint-Pétersbourg, qui a été un triomphe. En 1865, il doit revenir à Paris pour des reprises des Vêpres et de Macbeth, mais ces deux affaires ne tournent pas bien, et Verdi ne se sent pas d’écrire un nouvel opéra pour la « grande boutique », d’autant que Meyerbeer y triomphe avec L'Africaine. Cependant, la direction de l’opéra ne désarme pas, elle parvient à arracher à Verdi l’engagement d’écrire une nouvelle œuvre (et après de longues négociations sur le choix du livret, arrêté sur Schiller), le Don Carlos.
Verdi travailla à la partition de 1865 à 1867, non sans peine, d’autant que la guerre qui opposa la France et l’Italie le poussa à vouloir rompre son contrat. Mais le directeur de l’Opéra tint bon, les répétitions de Don Carlos commencèrent en septembre 1866, et la première eut lieu le 11 mars 1867. L’opéra reçut un accueil mitigé, « d’estime ». L’interprétation ne fut pas à la hauteur de la partition, et l’ennui de Verdi fut augmenté par le nombre insensé et la mauvaise qualité des répétitions, ce qui le poussa à quitter la France.

### Verdi et Paris
Paris était l’une des capitales mondiales de l’art à cette époque, et tout particulièrement de la musique. Pour un compositeur, voir triompher à l’Opéra de Paris une de ses œuvres était une consécration. Ainsi, Paris a représenté un rêve en même temps qu’un cauchemar pour de nombreux compositeurs du XIXe siècle, puisque même Wagner essaya de s’y faire reconnaître (ce fut le désastre de Tannhäuser, en 1861).
L’Italie ne faisait pas exception à cette règle, Cherubini (Médée, 1797), Spontini (La Vestale, 1807), Rossini (Guillaume Tell, 1829), Bellini (Les Puritains, 1835) et Donizetti (Les Martyrs, La Favorite, 1840) voulurent conquérir le public parisien. L’attraction de Paris se renforça au cours du XIXe siècle, et finit par décliner au siècle suivant.
Verdi vint plusieurs fois à Paris, malgré le dégoût qu’il éprouvait pour cette ville et sa vie musicale. Il écrivit à Léon Escudier, à propos de la création anglaise de Don Carlos : « Ainsi, à Londres, on monte bien une œuvre en quarante jours, alors qu’à Paris, il faut des mois pour la monter mal […]. Le rythme est lettre morte à l’Opéra de Paris et aussi l’enthousiasme. C’est votre faute à vous Français qui mettez des chaînes aux pieds des artistes sous prétexte de « bon goût »… comme il faut ». Dans ces conditions, il fallait que le prestige de l’opéra soit bien grand pour que Verdi accepte d’y retourner encore.
Verdi va pour la première fois à Paris en 1846, pour retrouver sa maîtresse qui y enseigne le chant. Il est navré par la mauvaise qualité de l’orchestre et des chanteurs. En 1847, c'est sans doute l’attraction exercée par cet opéra sur le monde musical qui le pousse à réécrire Les Lombards, qui deviendra Jérusalem, accueilli platement par le public.
C’est avant le succès remporté à Paris par La Traviata (succès refusé à cet opéra à Venise, le 3 mars 1853), en 1854, que Verdi accepte la commande d’un grand opéra français, Les Vêpres siciliennes, pour l’exposition universelle de 1855. La scénographie imposée par l’opéra de Paris est loin de l’atmosphère intimiste développée dans Luisa Miller ou La Traviata, ce qui ne contribue pas peu à son manque d’enthousiasme face à l’opéra de Paris. De même que pour Don Carlos, les répétitions traînèrent pendant des mois, ce qui rendit le compositeur extrêmement irritable. Avec Les Vêpres, Verdi parvint à mêler la musique italienne au grand opéra français, et l’œuvre obtint un triomphe lors de la première.
Avant la première décevante de Don Carlos, Verdi dut endurer la première tout aussi décevante de Macbeth réarrangé en 1865. Il fallut attendre 1880 et la création française d’Aïda, puis 1894 et 1898 pour que Verdi retrouve à Paris des succès retentissants avec Falstaff, Otello et les Quattro pezzi sacri.
Les relations de Verdi avec la France furent toujours ambivalentes, Verdi apportant des chefs-d’œuvre toujours meilleurs à chaque fois. Il lui fallut attendre la fin de sa vie pour y voir de ses yeux des triomphes nets. Pourtant, la France et l’opéra désirèrent toujours la présence de Verdi, ce qui explique pourquoi il fut promu Grand-croix de la Légion d’Honneur en 1894, et élu à l’Académie des Beaux-Arts en 1865, au fauteuil de Meyerbeer.

## Distribution de la création
- Philippe II, roi d’Espagne : Louis-Henri Obin  (basse)
- Don Carlos, infant d’Espagne : Jean Morère (ténor)
- Rodrigue (Rodrigo), marquis de Posa : Jean-Baptiste Faure (baryton)
- Le Grand Inquisiteur : Joseph David (basse)
- Un moine : Armand Castelmary (basse)
- Élisabeth de Valois, future reine d'Espagne : Marie Sasse (soprano)
- La princesse Eboli, sa dame d’honneur : Pauline Gueymard-Lauters (mezzo-soprano)
- Thibault, page d’Élisabeth : Leonia Levielly (soprano travesti)
- La comtesse d’Aremberg : Dominique (rôle muet)
- Le comte de Lerme : Garpard (ténor)
- Un héraut royal : Mermant (ténor)
- Orchestre et chœurs : Opéra de Paris
- Concertatore : Giuseppe Verdi
- Directeur d’orchestre : François-Georges Hainl
- Chefs de chœur : Léo Delibes et Victor Massé
- Chorégraphie : Lucien Petipa
- Décors : Charles-Antoine Cambon, Philippe Chaperon, Edouard Despléchin, Jean-Baptiste Lavastre, Auguste Rubé, Joseph Thierry
- Costumes : Alfred Albert

## Réception
L’accueil réservé à l’œuvre lors de la création fut assez maussade, les critiques vilipendèrent ce qu’ils appelaient du « wagnérisme » ; un critique dit même à propos de l’opéra qu’« un vent fatal venu du nord [avait] flétri ces belles fleurs italiennes ».
L’impératrice Eugénie (très puritaine), qui assistait à la première, donna le ton en détournant la tête à la réplique « tais-toi, prêtre ! » du IVe acte. La critique fut en effet choquée des audaces que se permettait le livret vis-à-vis de la religion, même si la censure en France (même sous Napoléon III), n’était pas aussi forte que dans d’autres États européens.
On reprocha enfin sa longueur – et ses longueurs – à l’opéra, dont la durée fut ramenée à trois heures juste après la première, ainsi qu’un prétendu manque de soin quant à la conception des mélodies (le fameux reproche de « wagnérisme »).
Par ailleurs, un des seuls critiques qui apprécia pleinement la partition fut Théophile Gautier, qui écrivit : « la force dominatrice qui constitue le fond du génie de Verdi apparaît ici dans la puissante simplicité qui a rendu universellement populaire le nom du maître de Parme, mais soutenue par un déploiement extraordinaire de moyens harmoniques, de sonorités recherchées et de formes mélodiques nouvelles. »
Don Carlos ne fut en réalité pas dénigré de tous, puisque la presse, malgré certaines accusations, eut dans l’ensemble des critiques satisfaisantes, tandis qu’Hector Berlioz (qui n’était pas tendre avec ses contemporains) fut favorable à cette œuvre. Il ne fut pas un « four », puisque quarante représentations eurent lieu à Paris. Pourtant, Verdi ne fut pas satisfait de l’accueil réservé à son deuxième opéra français.
Cependant, dès sa création, Don Carlos fut jugé comme une œuvre différente de ce que Verdi avait écrit jusqu’alors. On admirait – ou détestait – ce qu’on percevait comme de nouvelles inventions harmoniques, inconnues de ses opéras antérieurs ; et surtout, la manière nouvelle de traiter la mélodie qui surprenait beaucoup à l’époque. Dès la création, on voyait en Don Carlos quelque chose de nouveau par rapport à avant, même si (avec le recul historique) ce n’était pas exactement justifié.

## Le livret: argument et critique

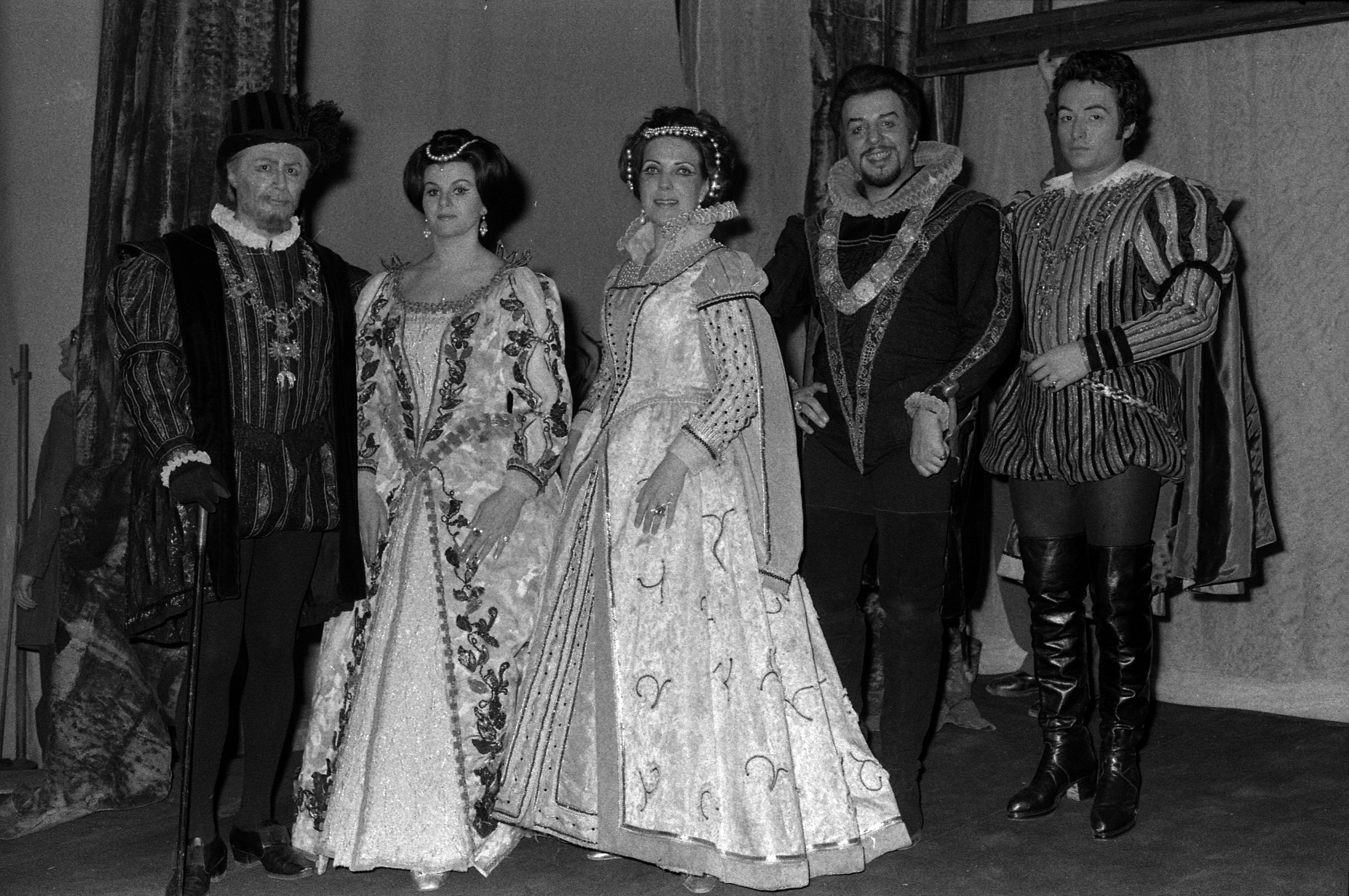
Représentation de Don Carlos au Théâtre du Capitole de Toulouse en 1972.

### Acte I
L'action se passe en 1559 dans la forêt de Fontainebleau, durant la négociation de la paix entre la France et l'Espagne : aux termes du traité, l'Infant d'Espagne, Carlos, épousera Élisabeth de Valois (Élisabeth de France), la fille du roi de France Henri II.
Une première scène a été coupée avant la création : dans la forêt de Fontainebleau, les bûcherons et leurs femmes rencontrent la princesse Élisabeth de Valois, fille d'Henri II. Elle les assure que la guerre franco-espagnole, qui les a précipités dans la misère, touche à sa fin, puisqu'un envoyé espagnol vient d'arriver pour négocier le mariage d’Élisabeth avec l'infant Don Carlos, fils de Philippe II. Elle s'en va, suivie par les bénédictions des bûcherons.
Afin de rencontrer sa fiancée, Carlos est venu incognito en France : au cours d'une chasse organisée par le roi, il croise Élisabeth, accompagnée de son seul page Thibault, alors qu'elle s'est égarée. Sous prétexte de l'aider à retrouver le château, Carlos l'aborde, et la conversation s'engage entre eux. Élisabeth lui parle de son prochain mariage et de ses craintes de devoir épouser un homme qu'elle n'a jamais vu. Afin d'apaiser ses inquiétudes, Carlos lui montre alors une miniature représentant l'Infant d'Espagne; à la vue du portrait, Élisabeth reconnaît son interlocuteur, et un duo passionné réunit les deux futurs époux, duo vite interrompu par l'arrivée de l'ambassadeur d'Espagne en France : ce dernier vient en effet annoncer la décision du roi d'Espagne, Philippe II, veuf, d'épouser la princesse Élisabeth.
Bouleversée par le sort du peuple, Élisabeth cède, renonçant à l'amour au nom de la raison d'État.

### Acte II
Premier tableau : Dans le cloître du monastère de Yuste en Estrémadure.
Un moine est en train de prier près du tombeau de l'empereur Charles Quint, tandis que d'autres frères psalmodient dans la chapelle.
Carlos, venu rechercher en ces lieux un apaisement à son chagrin, croit reconnaître la voix de Charles Quint, son grand-père, dans celle du moine en train de prier.
Sa méditation est interrompue par l'arrivée de son ami Rodrigue, marquis de Posa. Celui-ci rentre des Pays-Bas où il a été témoin des exactions de l'occupation espagnole et adjure l'infant d'user de son influence auprès du roi en faveur des Flamands. Carlos, de son côté, lui confesse son amour pour la reine, sa belle-mère. Rodrigue lui conseille de s'éloigner de la cour et de partir aider les Flamands. Au moment de se séparer, les deux hommes se jurent une amitié éternelle.
Second tableau : Dans les jardins du monastère.
Les dames de la Cour devisent gaiement. La princesse Eboli, belle et intrigante, commence à chanter une chanson. Rodrigue profite de cette réunion pour remettre à la reine une lettre de sa mère (Catherine de Médicis) à laquelle est joint un billet de Carlos. Il supplie ensuite la reine d'accorder une entrevue à ce dernier. Celui-ci paraît et s'enflamme, mais Élisabeth lui rappelle que, désormais, elle est sa mère. Désespéré, Carlos s'en va.
Le roi arrive, entouré de courtisans ; il s'étonne de voir la reine seule, ce qui est contraire à l'étiquette. Il décide alors de chasser de la cour d'Espagne la dame d'honneur d'Élisabeth, la comtesse d'Aremberg, qui aurait dû tenir compagnie à la reine. Cette dernière s'efforce alors de consoler l'exilée. Rodrigue profite de cette entrevue avec le Roi pour plaider la cause des Flamands.
Sensible à la franchise du marquis, le roi se laisse aller à des confidences. Soupçonnant une intrigue entre son fils et sa femme, il demande au marquis de ne pas les perdre de vue et lui conseille de se méfier du Grand Inquisiteur.

### Acte III
Premier tableau : De nuit, une fête à l'Escorial. (Ce premier tableau, souvent coupé, est celui de la création de 1867.)
La fête en l'honneur du mariage bat son plein, et Élisabeth, qui ne se sent pas le cœur de rester, demande à la princesse Eboli de prendre ses vêtements et de se faire passer pour elle dans le ballet La Péregrina qui va être donné. La princesse espère séduire Carlos et lui déclarer enfin son amour au cours de cette nuit.
Deuxième tableau : De nuit, dans les jardins de la reine.
Carlos lit une lettre qui lui donne rendez-vous à minuit. Apercevant une femme masquée qu'il croit être la reine, il se précipite vers elle avec des paroles enflammées, mais il s'aperçoit que c'est la princesse Eboli. Se rendant compte de sa méprise, Carlos ne peut cacher sa déception à la princesse qui jure alors de se venger. Rodrigue tente de la calmer, mais en vain. Elle s'en va, menaçante. Le marquis conseille alors à Carlos de lui remettre les papiers compromettants qu'il pourrait avoir en sa possession.
Troisième tableau : Devant la cathédrale de Valladolid.
Le roi, la reine, la cour, le clergé et le peuple sont assemblés : des hérétiques condamnés par l'Inquisition vont être brûlés.
Une délégation de députés flamands, avec Carlos à sa tête, interrompt cette exécution. Les députés demandent au roi de bien vouloir écouter leur supplique, mais Philippe les fait arrêter. Carlos, indigné, tire l'épée contre son père, ce qui lui vaut de se faire arrêter par son ami Rodrigue. Le cortège royal repart, tandis que montent les flammes des bûchers.

### Acte IV

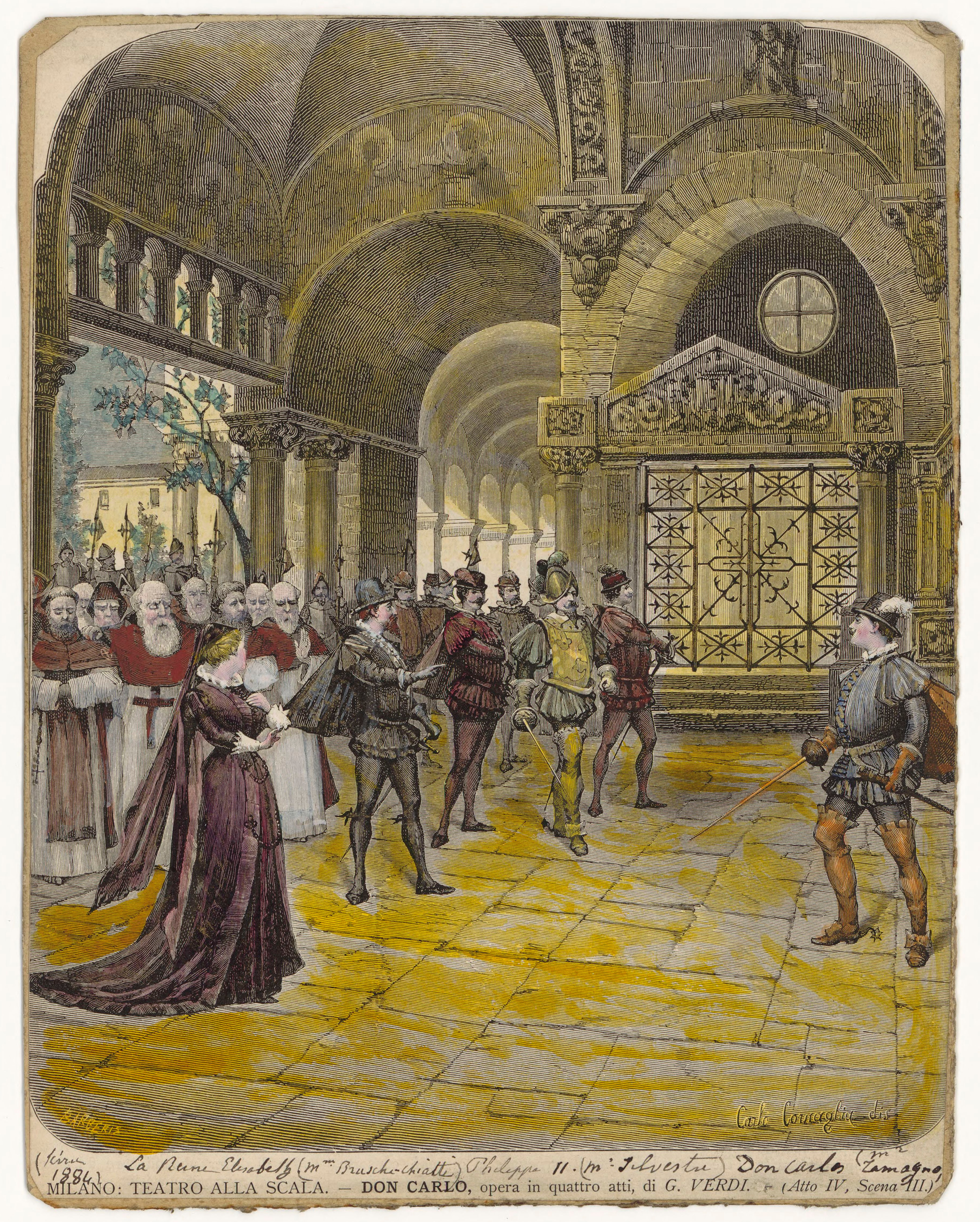
L'acte IV, scene 3 de Don Carlos à La Scala en 1884.

Premier tableau : à l'aube, dans le cabinet du roi.
Philippe II est plongé dans la tristesse de ne pas être aimé de sa femme lorsqu'on annonce l'arrivée du Grand Inquisiteur. Le roi l'a fait venir afin de lui demander s'il peut condamner son fils à mort pour s'être rebellé contre lui. Le Grand Inquisiteur lui répond par l'affirmative et, en contrepartie, réclame au roi la vie de Rodrigue, pour ses idées subversives. Philippe II refuse.
Arrive la reine qui demande justice pour le vol d'un écrin. Philippe II le lui tend, l'ouvre et oblige la reine à reconnaître le portrait de Carlos sur un médaillon. Devant l'accusation d'adultère, Élisabeth perd connaissance.
À l'appel du roi accourent Rodrigue et la princesse Eboli.
Tandis que Philippe II regrette ses soupçons, la princesse avoue à la reine avoir volé elle-même l'écrin pour la faire accuser d'adultère. Elle confesse aimer Carlos et avoir elle-même commis le crime dont elle accusait la reine, à savoir eu une relation avec le Roi Philippe. Élisabeth lui laisse le choix entre le couvent et l'exil.
Second tableau : en prison.
Rodrigue rend visite à Carlos en prison. Il lui avoue qu'il est un homme menacé après que l'on a découvert chez lui les documents compromettants que lui avait remis Carlos. Deux hommes pénètrent alors dans la cellule : le premier est en tenue d'inquisiteur et le second tue Rodrigue d'un coup d'arquebuse. En expirant, Rodrigue confie à Carlos qu'Élisabeth l'attend le lendemain au couvent de Yuste.
Le roi, escorté du Grand Inquisiteur et des princes, arrive pour délivrer son fils, mais celui-ci le repousse. On entend sonner le tocsin et le peuple envahit la prison pour délivrer l'infant, mais l'intervention du Grand Inquisiteur décourage le peuple, qui finalement se rallie au roi.

### Acte V
Dans le couvent de Yuste, Élisabeth est en train de prier devant le tombeau de Charles Quint, lorsque Carlos vient lui annoncer son départ pour les Flandres. Ils se disent adieu au moment où arrive le roi accompagné du Grand Inquisiteur. Celui-ci veut faire arrêter l'infant qu'il soupçonne de vouloir soutenir les Flamands. Don Carlos se défend.
À ce moment, un moine arrive : il porte la couronne royale et entraîne Carlos dans les profondeurs du cloître. Le roi et tous ceux qui sont présents sont frappés de stupeur en croyant reconnaître dans le moine l'empereur défunt.

### Analyse du livret
Le texte de Don Carlos est l'adaptation de la pièce de Schiller, Dom Karlos, Infant von Spanien (1799), avec certains ajouts et certaines modifications, d’emprunts à d’autres pièces sur le même sujet : les Philippe II de Chénier (1801) et de Cormon (1846), Élisabeth de France de Soumet (1828). C'est de ces pièces que sont tirées des idées comme la présence de Charles Quint, le Ier acte de Verdi, l’apparition de l’Inquisiteur à la fin du IVe acte, etc. Verdi s’était déjà inspiré de Schiller pour Giovanna d’Arco (1845, d’après La Pucelle d’Orléans, 1801), I masnadieri (1847, d’après Les Brigands, 1782), et Luisa Miller (1849, d’après Intrigue et amour, 1784), avant Don Carlos.
Le livret est rédigé par Joseph Méry et Camille du Locle ; celui-ci doit continuer seul à la mort de Méry en 1866, surveillé de très près par Verdi (qui va jusqu’à lui faire traduire en français des passages qu’il a écrits lui-même, comme le début du « Oh don fatal »). Verdi a toujours suivi de près l’élaboration des livrets, demandant souvent aux librettistes de reprendre des passages (c’est presque en collaboration avec lui que Boito rédigea les livrets d’Otello et de Falstaff).
Il importe, avant de commencer à parler de l’opéra, de préciser que le texte de Don Carlos est loin d’être le reflet de la réalité historique.
Lors des guerres dans les Flandres et le Brabant, Philippe II devint l’objet d’une « légende noire », laquelle persista jusqu’à nos jours. Guillaume d’Orange, qui prit la tête de la révolte aux Pays-Bas, l’accusa de toutes les horreurs (entre autres d’avoir assassiné ses deux premières femmes et son fils Carlos, d’être un homme mauvais et tyrannique, etc.) dans son ouvrage l’Apologie (1581), déformations reprises par Saint-Réal dans son roman Histoire de Dom Carlos (1672), puis par d’autres écrivains, parmi lesquels Schiller.
Carlos, né d’un mariage consanguin était épileptique, laid, difforme et cruel, ce qui poussa son père à épouser Élisabeth de Valois qui était dès sa naissance destinée à Carlos — il fallait en effet à Philippe II un autre héritier que Carlos.
De plus, la majorité des idées (patriotiques notamment, développées par de Posa) sont ancrées dans le XIXe s. et n’étaient même pas connues au XVIe siècle.
Verdi, conscient des déformations de l’histoire opérées par les écrivains, voulut malgré tout mettre en musique le livret, car il lui semblait propice à l’écriture d’un opéra magnifique.
Les caractères de Schiller étaient très tranchés, entiers, ou tout à fait bons ou tout à fait mauvais, une conséquence du mouvement culturel et littéraire du siècle des Lumières, dans lequel l'écrivain allemand évoluait, qui n’admettait pas qu’un personnage pût se montrer à la fois bon et mauvais. Le romantisme de Verdi voulait en revanche que les personnages soient les plus réalistes possibles (Philippe II et la princesse Eboli sont des personnages pour qui on peut éprouver de la compassion). Seul l’Inquisiteur est un personnage unilatéralement mauvais à cause de son fanatisme.
Par rapport à la vérité historique, Schiller créa un personnage, le marquis de Posa, dont il fit le chantre de la liberté des peuples.
Cinq thèmes se dégagent très nettement du livret : la liberté liée à l’amitié (le marquis, l’infant), l’amour (l’infant, la reine, la princesse, et dans une certaine mesure, le roi), le pouvoir autoritaire (le roi), et religieux (l’inquisiteur). Le drame naît de ce que tous ces concepts s’opposent violemment les uns aux autres au travers des personnages, qui sont au nombre exceptionnel (pour Verdi) de cinq protagonistes : le roi, la reine, l’infant, le marquis et la princesse ; l’inquisiteur et le roi jouent des rôles prépondérants à leur façon. Ce livret est beaucoup plus complexe que d’ordinaire chez Verdi : si tous ces thèmes ne sont pas nouveaux pour lui, il les traite tous admirablement au sein d’un même opéra.
L’Église est vue de manière positive dans Aroldo, La forza del destino, où le père Guardiano est une figure consolatrice et pure, la religion le refuge spirituel d’Alvaro et de Léonore. Au contraire, dans Don Carlos, le pouvoir spirituel est incarné par un affreux vieillard, le Grand Inquisiteur, aveugle, trop âgé pour comprendre les enjeux de son temps, fanatique et sanguinaire. Ni en Italie ni en Russie, Verdi (qui éprouvait beaucoup de scepticisme face à la religion) n’aurait pu mettre en scène un personnage comme lui. De même, dans Aïda, le pouvoir religieux est très mal perçu, puisqu’il condamne à mort Radamès  ; dans I Lombardi, les excès des croisades perpétrés au nom de la Religion sont dénoncés.
Le roi, quant à lui, n’est pas comme le roi d'Aïda, ou le duc de Rigoletto. Il est perçu comme un roi face aux soucis et au travail auxquels il doit faire face, et à l’impuissance qui en résulte finalement : c’est un roi devant les dilemmes et les cas de conscience qui font partie intégrante de son « métier », avec toutes les conséquences littéraires et musicales qui s’ensuivent : tour à tour autoritaire, indécis, malheureux, contraint de se composer un visage, un masque, malgré sa volonté :
« Si la royauté nous donnait le pouvoir /

De lire au fond des cœurs où Dieu seul peut tout voir !. »
C’est un personnage en demi-teintes, le plus beau caractère de cet opéra. De même, son père Charles, dans Ernani, se trouve désabusé par la vanité du pouvoir (« Oh de’ verd’anni miei »).
Le thème de la liberté était déjà apparu en filigranes dans La traviata par exemple : Violetta réclame le droit de pouvoir jouir sans frein de sa vie, le duc de Rigoletto agit de la même façon ; mais le thème de la liberté était surtout en corrélation avec le motif de la patrie oppressée, en quête de liberté, dans Nabucco, Macbeth, Il trovatore (avec les gitans), Les Vêpres siciliennes, La battaglia di Legnano, etc. Ce thème est présenté dans Don Carlos sous deux formes différentes : celle des députés flamands qui veulent se libérer de l’influence espagnole, et celle de Carlos et de Rodrigue qui veulent se libérer d’un pouvoir tyrannique et immobiliste contraire à leur jeunesse. Il y a donc en présence deux volontés qui s’affrontent : celle du pouvoir autoritaire et celle de la liberté. Il y a, par rapport aux opéras précédents, un enrichissement du thème de la liberté dans l’opéra qui nous occupe.
Dans Don Carlos, le pouvoir autoritaire empêche les jeunes protagonistes de concrétiser leur amour : la raison d’État contraint les sentiments. Élisabeth déclare à Carlos au IIe acte :
« Le devoir, saint flambeau, devant mes yeux a lui, /

Et je marche, guidée par lui, /

Mettant au ciel mon espérance !. »
Cette opposition était le sujet préféré des auteurs classiques : on la retrouve dans le théâtre français, avec Corneille (Le Cid, 1637) et Racine (Bérénice, 1670). La tragédie naît de la nécessité pour les personnages de remplir leur devoir en sacrifiant leur amour. Si Élisabeth parvient à y renoncer, c’est presque impossible pour Carlos qui fait preuve de moins de force de caractère qu’elle, balbutiant ou prêt à s’évanouir dès qu’elle lui parle d’amour.
Don Carlos est le dernier des quatre opéras espagnols de Verdi, avec Ernani, Il trovatore, et La forza del destino. Tous ces opéras ont la particularité de mettre en scène la guerre et le pouvoir religieux. L’Espagne était pour les romantiques la terre de la démesure : celle de l’honneur en particulier, de toutes les passions en général. L’Espagnol est un homme ardent et passionné – excessif, propre à être mis en scène.

## Analyse de la musique

### Les nouveautés de la partition
Dans l'œuvre Don Carlos, les récitatifs entre les différents morceaux sont quasiment tous supprimés, ou ne sont plus guère dissociables des passages plus « lyriques ». Cette évolution de l’écriture de Verdi était déjà pourtant nette dès Ernani ou Rigoletto. Cela se poursuit dans les œuvres suivantes, mais Don Carlos et Aïda sont des flots de musique presque continue, les différents numéros s’enchaînent sans coupures franches, ils se suivent harmonieusement les uns les autres, il ne reste que ce qui est nécessaire à la musique et à la compréhension de l’action. La concision est une vraie caractéristique du style de Verdi, que l’on retrouve ici.
Si le genre de l’opéra français empêche le compositeur de se défaire totalement du superflu (le ballet), Verdi parvient quand même à faire rentrer son opéra de plain-pied dans l’action. En effet, l’opéra est dépourvu d’ouverture qui servait à laisser le temps aux spectateurs de s’installer avant la représentation (ouverture que l’on retrouve encore dans Les Vêpres siciliennes).
Mais quelque chose frappe plus encore dans cet opéra : la musique colle de plus en plus au sens du texte, la relation entre les deux devient presque fusionnelle. Avec cet opéra, Verdi poursuit une voie dans laquelle il s’était déjà engagé depuis assez longtemps. La partition recèle en effet de nombreuses subtilités qui font montre d’une nouvelle manière d’écrire la musique.
Cependant, les manifestations de ce type d’écriture sont déjà présentes dans Ernani (le trio), Macbeth et sa longue scène de somnambulisme.
Dans l’air d’Élisabeth du Ve acte de Don Carlos, « Toi qui sus le néant » les émotions d’Élisabeth fluctuent, ainsi que leur intensité. La musique suit toutes les inflexions de ses paroles, adapte son rythme, ses couleurs, ses thèmes. La forme de cet air est par conséquent assez libre.
On peut utiliser un autre exemple de la partition pour illustrer cela. La « nouvelle manière » de Verdi se remarque particulièrement dans la phrase au début du duo Carlos et Élisabeth au IIe acte (exemple 2). Carlos entre :
« Je viens solliciter de la Reine une grâce. /

Celle qui dans le cœur du roi /

Occupe la première place /

Seule peut obtenir cette grâce pour moi ! »
Carlos arrive la tête basse, ne sachant comment aborder la reine sans laisser paraître le trouble qui l’agite. Sa phrase musicale semble s’enrouler sur elle-même, indécise, refusant de s’appuyer sur la tonique (mi bémol mineur) ; la descente tragique de « seule peut obtenir » exprime la désillusion de l’Infant, tandis que « cette grâce pour moi » fait réapparaître la courbure mélodique du premier vers, créant un effet d’abattement et de monotonie. La suite est un contraste brusque avec ce que l’on vient d’entendre :
« L’air d’Espagne me tue… il me pèse, il m’opprime /

Comme le lourd penser d’un crime. /

Obtenez… il le faut, que je parte aujourd’hui /

Pour la Flandre ! »
Le premier vers est saccadé, et la suite est l’expression d’une fuite en avant, comme si l’infant voulait se débarrasser au plus vite de ce qu’il est venu dire. Le tout est soutenu par les syncopes des cordes aux crescendi et decrescendi brusques et mystérieux.
De plus, Verdi commence à prendre des libertés avec la justesse des accords et les conventions d’écriture. Cela se manifestait déjà dans la scène de la caverne d’Ulrica d’Un ballo in maschera (dans l’air terrible « Re dell’abisso, affrettati ! »), mais également dans Simon Boccanegra, lors de la malédiction de la fin du Ier acte, où la clarinette basse soutient le chant du doge : « V’è in queste mura », instaurant un climat sinistre qui met mal à l’aise.
Par l’amplification de sa manière d’écrire, Verdi signe avec Don Carlos un opéra qui commence à se libérer du romantisme (ou au contraire, d’un autre point de vue, par son réalisme, il en serait l’aboutissement). S’il est vrai que son livret et la partition ont encore des spécificités bien romantiques, cette œuvre est celle qui conduisit le compositeur aux audaces harmoniques d’Otello et à son dégagement complet du romantisme, avec des effets qui font déjà penser au début du « Credo » démoniaque d’Iago. Cependant, la naissance de ce qu’on appelait à l’époque « l’opéra moderne » eut lieu avec Falstaff.

### Les voix

#### Les solistes
Le choix des voix répond à une sorte de code préétabli qui sert à caractériser les personnages. En cela, Don Carlos est parfaitement dans la lignée des œuvres précédentes de Verdi.
La voix de Carlos est celle d’un ténor à la voix aiguë (c’est un ténor « lyrico-spinto »), dénotant sa jeunesse et, pourquoi pas, sa légèreté (aux sens musical et psychologique), son impulsivité, et sa manière d’agir irréfléchie.
À l’inverse – ou presque – le rôle d’Élisabeth est typiquement celui d’une « falcon », avec des graves posés, des aigus moins brillants que ceux d’un soprano léger. Cette voix plus grave dénote une plus grande maturité d’esprit que celle de Carlos : Élisabeth affronte courageusement les coups du sort sans jamais faillir, capable cependant de se mettre en colère devant le roi (« Vous osez, frappé de démence »). Il y a un parallèle à faire entre les voix des quatre protagonistes d’Un ballo in maschera : Amelia, dès son entrée sur scène, veut rompre son amour pour Riccardo, gouverneur léger mais sympathique de Boston. De même, le rôle d'Aïda exige une voix un peu semblable à celle d’Élisabeth, tandis que celui de Radamès doit avoir un aigu brillant.
Au fil de ses compositions, Verdi a tendance à utiliser pour les soprani des voix plus graves qu’au début de sa carrière : Abigaille (Nabucco) et Lady Macbeth (Macbeth), rôles que Verdi a écrits au début de sa carrière, sont des rôles de soprano dramatique, mais ce ne sont pas des personnages vraiment positifs comme Amelia ou Élisabeth : le côté sombre de leur personnalité est confié au registre grave. Un personnage vraiment positif comme Gilda (Rigoletto) est confié à une voix plus légère. La santé déclinante de Violetta (La Traviata) est indiquée par une voix devenant plus grave au fil des trois actes. C’est seulement à partir d’Un ballo in maschera que Verdi emploie des voix plus graves pour les héroïnes positives, suivant en cela une tendance générale de la fin du XIXe siècle (Didon des Troyens de Berlioz, 1858 ; Isolde de Trisatn und Isolde de Wagner, 1859 ; Charlotte du Werther de Massenet, 1892 ; Tosca, de Tosca de Puccini (1900) ; Mélisande de Pelléas et Mélisande de Debussy, 1902).
Les autres voix, celle du baryton (la préférée de Verdi) est confiée à de Posa. Cette voix, plus grave que celle du ténor, souple aussi (dans la romance « L’infant Carlos, notre espérance » au IIe acte), est celle d’homme d’âge plus mûr que Carlos, plus mature et plus subtil dans sa manière d’agir.
Basse chantante, la voix de Philippe est plus grave, car le roi est plus âgé, c’est le personnage négatif des cinq rôles principaux. On peut noter à ce propos que l’habituel trio ténor/soprano/baryton n’est pas respecté ici (comme dans les opéras de la Trilogie Populaire ou Otello, etc.), car ici, la basse a un rôle aussi important que le baryton.
La princesse Eboli est une mezzo-soprano, sa voix plus sombre est à l’image de son caractère ombrageux et jaloux, qui lui interdit pas les aigus dans ses moments de colère ou d’émotion. Elle est aussi le second personnage féminin de l’opéra, et sa voix ne doit pas voler la vedette à la première soprano, ici Élisabeth.
La voix de basse noble — on peut dire « russe » — de l’inquisiteur dévoile son caractère entier, mauvais, sombre au sens propre du terme ; et l’autre basse noble est celle du roi, qui exprime par là sa transcendance par rapport aux autres humains.

#### Le chœur
Par rapport aux opéras antérieurs de Verdi, le rôle du chœur est moins grand dans Don Carlos. Dans ses premiers opéras, Verdi accordait un rôle prépondérant au chœur, véritable personnage avec des états d’âme et des réactions passionnées. Il avait notamment comme rôle d’exprimer le patriotisme d’un peuple, au centre du conflit dans Nabucco (le fameux « Va pensiero »), I Lombardi (« Gerusalem ! Gerusalem ! » et « O signore, dal tetto natio »), Macbeth (« Patria oppressa »), Attila (« Viva il re dalle mille foreste ») et même jusque dans Ernani (« Si ridresti il Leon di Castiglia »), tandis que dans Simon Boccanegra, seul le doge rêve d’une unité italienne, pendant que les chœurs s'entre-déchirent pour l’Italie, au IIe acte : « All’armi, all’armi, o Liguri ».
En revanche, dans les opéras où le nationalisme est moins fort, le chœur se fait moins présent, ce qui est le cas des opéras à partir de Rigoletto. Dans cet opéra il s’agit uniquement d’un chœur de courtisans, « vil razza dannata » comme le vilipende Rigoletto, et ainsi, son statut change, il s’emploie uniquement à satisfaire le duc (« Scorrendo uniti »), tandis que le chœur d’Il Trovatore retrouve son caractère nationaliste (« Vedi le fosche notturne spoglie »), mais se trouve enrichi  par un chœur religieux (le fameux « Misere »). Le chœur dans La Traviata est également moins présent, toujours aussi superficiel que dans Rigoletto ; après le chœur patriotique des Vêpres (« Ô noble patrie »), opéra éminemment patriotique, le rôle du chœur diminue encore avec Un ballo in maschera, Simon Boccanegra, et retrouve quelque peu de son importance dans La Forza del Destino (à cause des chœurs religieux, comme « La vergine degli angeli », et aussi guerriers, comme « Nella guerra è la follia »).
Le chœur a une place prééminente lorsque l’opéra a un thème nationaliste, pourtant, dans Don Carlos, puisque le problème des Flandres est central dans l’œuvre, le rôle du chœur est réduit à la conclusion chaque actes (excepté le IIe), avec une présence quand même notable au cours du deuxième tableau du IIIe acte, seul endroit de l’œuvre où les intéressés parlent de leur propre misère (« Sire, la dernière heure / A-t-elle donc sonné »).
Il ne reste donc pour le chœur que les religieux et les suivantes de la reine du IIe acte, c’est-à-dire fort peu de minutage dans tout l'opéra (peu intéressant aussi comparé à ce que Verdi a fait auparavant), alors que le sujet de œuvre aurait pu laisser plus de place au chœur, et que l’Opéra de Paris se serait fait une joie d’offrir plus de passages dévoués uniquement à celui-ci. Il est notable de remarquer que sur plus de trois heures de musique (sans l’introduction originale), il n’y a qu’un seul passage consacré au chœur sans soliste vocal, le « Ce jour heureux » du IIIe acte — si la répartition des parties du chœur est régulière sur l’œuvre entière, ces parties ne sont jamais très développées et aussi « profondes » du point de vue musical que les airs et ensembles des protagonistes.
Dans Aïda, la participation du chœur à l’action est plus active que dans Don Carlos, puisqu’il est très présent dans les deux premiers actes, même sans fonction dramatique réelle. Otello voit une nouvelle régression du rôle du chœur, malgré le chœur du feu et un bel ensemble à la fin du IIIe acte, et enfin il est presque absent dans Falstaff.

### L’écriture des voix
Dans les premières œuvres romantiques italiennes qui commençaient à rejeter le bel canto, les vocalises servaient à exprimer un état particulier, la violence d’une passion, d’un sentiment. Lucia exprime la douleur dans son air de folie très virtuose « Il dolce suono » (dans Lucia di Lammermoor de Donizetti, 1835) et Amina (dans La Sonnambula de Bellini, 1831) montre sa joie au moyen de jubilantes vocalises dans le final « Ah ! non giunge ! ».
Cette « formule » se retrouve chez Verdi jusque dans Les Vêpres Siciliennes, avec le très virtuose boléro d’Hélène, « Merci, jeunes amies », où elle exprime la joie qui l’inonde de se marier. Ce grand opéra écrit spécialement pour l’opéra de Paris réclame des chanteurs à la technique, aux moyens irréprochables pour de nombreux passages. De même dans Rigoletto (« Gualtier Malde… »), Il Trovatore (« Di quella pira »), La Traviata (« Sempre libera »), les airs vocalisants se retrouvent seuls dans chacun de ces opéras. Avant Rigoletto, il faut signaler, entre autres, les magnifiques airs « Ernani, involami » d’Ernani, « Nè sulla terra » du Corsaro, « Or tutti sorgete » de Macbeth, etc.
Un changement notable s’opère dans Un ballo in maschera : les trois passages de vocalises sont confiés au malicieux Oscar qui exprime sa joie de vivre, son espièglerie : « Volta la terrea », « Ah! Di che fulgor » et « Saper voreste », affirmant par là une nouvelle conception de l’air à vocalises, qui devient presque exclusivement décoratif.
Il n’y a plus que deux passages de cette sorte dans La Forza del Destino : le personnage léger de Preziosilla chante « Al suon del tamburo » et « Rataplan, rataplan della Gloria ».
Dans Don Carlos, seule la princesse Eboli chante un air vocalisant, détaché de l’action (contrairement à ce que l’on a vu avant), puisqu’il s’agit d’une chanson divertissante pour les dames de compagnie de la reine, la chanson sarrasine du voile : « Au palais des fées ».
Dans Aïda et Otello qui suivent Don Carlos, on ne trouve que des passages ténus de cette sorte, avec surtout la chanson à boire d’Otello. Enfin, dans la réécriture de Simon Boccanegra, il n’y a plus aucun passage vocalisant.
Verdi s’est détaché de la tradition bel-cantiste en épurant au maximum ses partitions de fioritures. La comparaison est d’autant plus parlante si on confronte les deux opéras spécialement écrits pour l’Opéra de Paris. Lorsque, dans La Forza del Destino, Leonora exprime son désespoir, elle ne le fait pas au moyen de vocalises sophistiquées, mais grâce à une ligne mélodique dépouillée (« Pace mio Dio »), et la pureté de Desdemona est aussi celle de sa ligne vocale (« Ave Maria »), tandis que sa douleur se retrouve nue dans « Piangea cantando » (Otello).
La difficulté des rôles ne réside plus dans la virtuosité vocale, mais dans l’intensité du chant, la puissance de l’expression. L’aspect virtuose a disparu au fil des opéras de Simon Boccanegra à La Forza del destino, et l’aboutissement suprême chez Verdi est le rôle de Desdemona (Otello). L’excès inverse de la décoration vocale qui fut dénoncé fut le vérisme de Puccini, de Leoncavallo, Catalani, etc.
Avec Don Carlos, Verdi se trouve de cette évolution. De la même façon, Leonora, dans La Forza del Destino, chante son dernier air avec une ligne de chant dépouillée, et jusque dans les instants les plus dramatiques, et Don Carlos ne se réfugie pas dans les vocalises pour sublimer sa douleur.

### L’orchestre
Dans la tradition italienne de l’époque du bel canto, l’orchestre était renvoyé à un simple rôle d’accompagnateur. Après La Traviata, Verdi voulut donner une importance nouvelle à son orchestre. Cette transformation ne s'est pas produite du jour au lendemain ; les opéras précédant La Traviata donnent déjà une importance à l’orchestre et aux effets qu’il peut susciter, par exemple dans la scène de somnambulisme de Macbeth, mais plus encore, après Don Carlos, dans la scène du Nil d’Aïda, et dans le scherzo débridé et coloré de Falstaff. Dans ses derniers opéras, Verdi donne à l’orchestre une place prépondérante, faisant de lui un vivant commentateur du drame.
Celui-ci demande un effectif important.
- Pour les bois : deux flûtes et un piccolo, deux hautbois et un cor anglais, deux clarinettes en si bémol et une clarinette basse, quatre bassons et un contrebasson.
- Pour les cuivres : cinq cors, deux cornets, deux trompettes, trois trombones, un ophicléide.
- Pour les percussions : les timbales, une grosse caisse.
- Enfin : une harpe, un harmonium, et les cordes.

C’est un orchestre important, certes, mais il n’est pas nouveau dans les œuvres de Verdi. L’orchestre d’Aïda en réclame un plus important encore.
La manière la plus immédiate de Verdi pour se détacher du romantisme et de l’opéra français fut l’utilisation qu’il fit de l’orchestre. C’est d’ailleurs en partie à cause de cela qu'on fit à Verdi les fameux reproches de « wagnérisme », puisque Wagner employait l’orchestre à la façon d’un personnage à part entière, ce qui faisait dire de ses opéras qu’ils étaient des symphonies avec accompagnement de voix. Il est bien évident cependant que Verdi, même dans Don Carlos, est très éloigné de ces principes.

### Les motifs-conducteurs
L’emploi du leitmotiv (ou, pour utiliser un terme qui fasse moins penser à Wagner, du « motif-conducteur ») était différent dans Don Carlos que dans les opéras antérieurs de Verdi. Dans La Traviata, l’emploi du thème conducteur (celui de l’amour) était très affirmé ; dans d’autres œuvres, Verdi réemployait certains thèmes pour caractériser des scènes (non des personnages) et indiquait ainsi au spectateur où se dirigeaient les pensées des personnages. Macbeth constitue un exemple : après l’assassinat de Duncan, Macbeth déclare à sa femme : « tutto è finito » ; la phrase douloureuse est reprise par l’orchestre au début du IIe acte pour rappeler que la souvenir du crime pèse toujours sur le personnage de Macbeth. Autres exemples : le début du IIe acte d’Un ballo in maschera reprend la phrase d’Amelia au début du court trio Amelia-Riccardo-Ulrica ; la chanson du duc, dans Rigoletto, est utilisée trois fois dans le IIIe acte pour désigner le duc (sans que cela ait été fait dans l’opéra entier).
Un thème de mort apparaît dans Les Vêpres siciliennes, auquel est ajouté le thème de la colère, ainsi qu’un troisième thème relié au père et au fils ; dans La Forza del destino, un thème, celui du destin (relié à Léonora), parcourt l’œuvre. Évidemment, on est loin des très nombreux thèmes qui parcourent Tristan et Iseut ou la Tétralogie de Richard Wagner, mais c’est un pas en avant chez Verdi.
Dans Don Carlos, c’est une situation un peu intermédiaire qui est proposée. Il y a deux motifs récurrents : celui de la déclaration d’amour du Ier acte, qui revient par deux fois ; et celui de l’amitié, qui apparaît dans le duo « Dieu, tu semas dans nos âmes », qui revient trois fois. À chaque fois qu’on les réentend, ces motifs expriment quelque chose de différent selon la situation.
En dehors de cela, au moins cinq motifs réapparaissent, sans que ce soient de vrais thèmes conducteurs :
- Le thème de l’air d’entrée « je l’ai vue » revient dans le prélude du IIIe acte.
- Les deux apparitions du moine sont ponctuées de la même mélodie.
- De manière subtile et inattendue, la mélodie « oh ! jeunes filles, / tissez des voiles » de la chanson sarrasine est reprise dans le chant d’Eboli, lors de la scène qui précède le ballet.
- La phrase de Carlos « Oh ! bien perdu » dans son duo avec Élisabeth au IIe acte réapparaît dans l’orchestre (aux flûtes) dans le duo du Ve acte.
- De même, le réveil de Carlos dans le duo du IIe acte est repris dans le même air d’Élisabeth.

Par la suite, dans Aïda, un thème entier vient caractériser un personnage : le thème d’Aïda, lequel, comme dans La Forza del Destino, résonne dès les premières notes du prélude et revient à chaque entrée en scène du personnage principal. Les autres thèmes utilisés sont ceux du personnage d’Amneris, de la jalousie d’Amneris, et le thème des prêtres, qui s’oppose au thème d’Aïda dans le prélude. Dans les deux œuvres qui encadrent Don Carlos, trois thèmes en tout sont employés pour caractériser trois personnages, ce qui n’est pas le cas de Don Carlos. Un pas supplémentaire est néanmoins franchi avec Don Carlos, même si les thèmes sont moins nombreux.
Otello présente, comme La Traviata, un thème de l’amour (deux des plus beaux thèmes de Verdi), et une phrase entière, dite deux fois : « un bacio… un bacio ancora… ». Enfin, dans Falstaff, Verdi emploie un grand nombre de thèmes récurrents, qui structurent l’opéra, et une tonalité (celle de do majeur) est associée au personnage de Falstaff, récurrente comme un leitmotiv.

### Les influences
Les transitions souples des différents numéros contribuèrent fortement à la qualification de « wagnérisme » à propos de cette œuvre. Le « wagnérisme » est un concept difficile à comprendre, injure suprême dans le Paris de cette époque, car les contemporains de Verdi qui, comme Verdi lui-même, connaissaient assez mal la musique de Wagner (par germanophobie primaire également), taxaient de « wagnérisme » tout ce qui, de près ou de loin, pouvait faire penser à la manière qu'avait Wagner d’utiliser l’orchestre. Il semble qu’à cette époque déjà ce terme prêtait à confusion dans les esprits. Cependant, ce terme est appliqué à cette œuvre, alors même que Verdi ne connaissait pas les œuvres de Wagner.
Il semblerait que Verdi ait été plutôt influencé par l’opéra français en général, particulièrement par le Faust de Gounod. De plus, Verdi l'admirait passionnément Meyerbeer malgré tout le mal qu’on disait de celui-ci. Il était stupéfié, par exemple, par la scène de la cathédrale de Münster du Prophète, qu’il voulut quand même « tenter » de dépasser en intensité dramatique.
L’autre influence certaine est celle de l’opéra russe : la scène de l’inquisiteur et du roi au IVe acte n’est pas traitée à la manière d’un duo traditionnel, mais d’un affrontement – celui de deux basses, dont une — russe — très profonde, qui descend au mi grave. La musique à cette occasion devient non plus sobre, mais décharnée. L’absence quasi complète de thème mélodique est incontestablement une grande avancée dans l’œuvre de Verdi. La compensation est une écriture orchestrale et harmonique très riche, puissante et évocatrice (pendant neuf minutes, sans faiblesse).
Ce genre de scène est tout à fait nouveau chez Verdi et ne se répéta dans aucune des œuvres suivantes. Juste avant cette scène, l’air de Philippe II est tout empreint de la mélancolie et de la nostalgie qu’on prête souvent à l’art et aux mentalités russes. L’influence musicale ressemble donc plus à celle de la Russie (qu’il a sûrement ramenée de son voyage à Saint-Pétersbourg) qu’à celle de l’Allemagne.

### Remarque générale
L'unité de l’opéra est exceptionnelle, malgré trois heures de musique, ainsi que l’aboutissement des recherches de Verdi dans le domaine de la pureté de la ligne vocale, avant Otello. L’influence de la musique française fut à cet égard décisive.
Pendant l’écoute, Verdi donne l'impression de vouloir synthétiser sa musique, de plus en plus, de la rendre de plus en plus proche des paroles ; il semble prendre du recul par rapport à ce qu’il a fait précédemment, avoir envie de faire désormais autre chose :il a mûri. Le résultat ne put malheureusement pas être à la hauteur de ses attentes personnelles, à cause de la forme guindée et désormais figée du grand opéra français.

## Don Carlos face à l'histoire

### DeDon Carlosparisien àDon Carlomilanais
Don Carlos est un grand opéra. La version originale durait quatre heures ; Verdi dut réaliser des coupures pour en diminuer la durée (20 minutes) et permettre ainsi aux habitants des banlieues de prendre les derniers omnibus. Il y eut encore d’autres coupures pour les reprises, en français et en italien, jusqu’en 1884 : en tout, on dénombre sept ou neuf versions de cet opéra. Simon Boccanegra ou Macbeth ont subi des remaniements, leurs versions définitives sont les seules qui sont interprétées de nos jours.
De Don Carlos il n’y a pas de version remaniée définitive. Les passages repris par Verdi sont joués, mais l’agencement de l’opéra, les numéros insérés posent toujours problème, et lorsqu’une nouvelle production a lieu, la première question n’est même pas celle des interprètes, du chef ou du metteur en scène choisis, mais : « quelle sera la version exécutée ? » et « dans quelle langue ? ». La réponse est simple pour tous, car certains affirment qu’il faut jouer cet opéra dans telle version définitive, tandis que d’autres affirment que telle autre version est plus définitive encore, d’autres encore créent une version inédite en compilant des passages de la version originale et des versions remaniées. Don Carlos est de ce point de vue le seul opéra de Verdi qui pose autant de problèmes.
Si on veut résumer la situation, quatre versions principales peuvent être dégagées :
- Version originale (1866) : composée en français, elle comprend cinq actes sans ballet.
- Version de Paris (1867) : Verdi ajoute à la version originale le ballet La Pérégrina et effectue diverses coupures afin de maintenir la durée de l’œuvre. Il supprime surtout la première partie de l'acte I.
- Version de Naples (1872) : Verdi apporte quelques modifications à la version de Paris, tout en conservant le ballet.
- Version de Milan (1884) : Verdi supprime l’acte I et le ballet, avant de remanier l'œuvre en profondeur sur un livret révisé par Charles Nuitter et traduit en italien par Angelo Zanardini.
- Version de Modène (1886) : dans cette version, l’œuvre retrouve l’acte I dans sa forme abrégée de la création ; il s’agit donc d’une version hybride entre les versions de 1867 et de 1884. Il semble que Verdi n’ait pas participé à ce remaniement.

Après les découvertes récentes de partitions de la version originale (découvertes de l'historienne Ursula Günther), la question de la « bonne » version reste ouverte.

### La postérité deDon Carlos

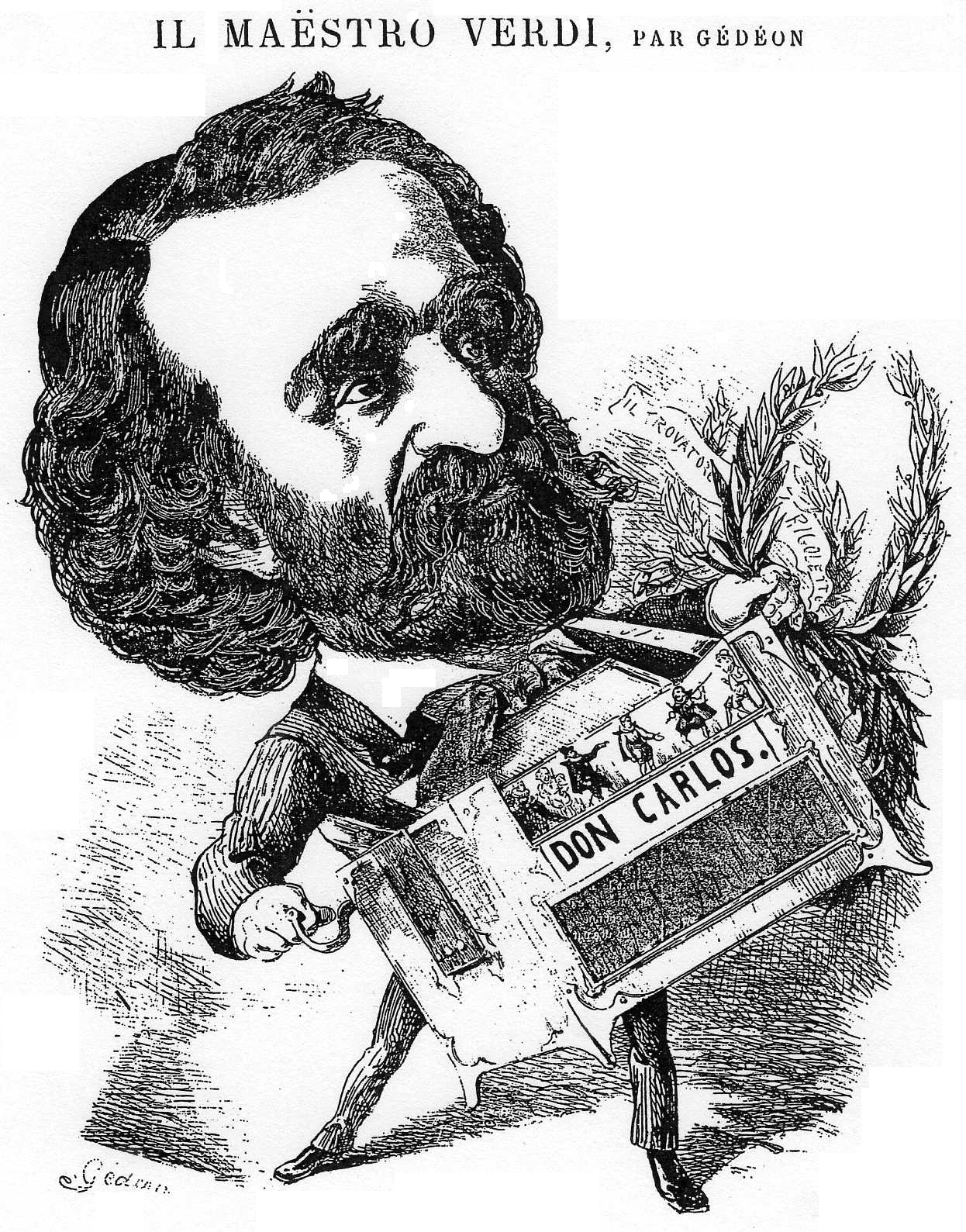
Caricature de Verdi, par Gédéon, dans Le Hanneton du 14 mars 1867, trois jours après la création de Don Carlos.

Sous la baguette de Mariani, Don Carlos triompha à Bologne, puis, en 1868, à La Scala. Par la suite, Verdi le reprit, car il ne trouvait pas parfait cet opéra.
Jouée jusqu’à la fin du XIXe siècle, cette œuvre sombra dans un oubli et un mépris presque complets. Jusque dans les années 1950, elle était considérée comme une esquisse pour Aïda et Otello. Paul de Saint-Victor, dans le Moniteur Universel, lors de la création d’Aïda, en 1871, écrit à propos des effets dramatiques : « Don Carlos inaugura ce changement de manière, par une transition indécise ; Aïda le consacre par un chef-d’œuvre ». Malgré une critique clairvoyante du style de Verdi et d’Aïda, le critique d’époque ne reconnaissait pas la valeur de Don Carlos. « Don Carlos lui aura servi de banc d'essai, en quelque sorte, pour une formule qu'il adoptera définitivement » écrit Pierre-Petit jusqu’en 1958 (voir bibliographie).
L’anticléricalisme de Don Carlos n'avait pas aidé à sa représentation en Italie et en France. Il fut dit que Don Carlos n’était pas un bon opéra, et avec le temps, cette opinion bien ancrée dans les esprits fit que personne n’eut envie de l’interpréter à nouveau.
Il faut insister sur l’importance d’Aïda dans le semi-oubli de Don Carlos : jusqu’à sa réhabilitation, la princesse éthiopienne écrasait l’infant d'Espagne de sa prospérité. Aïda a contribué, à sa manière, à l’effacement de Don Carlos, car les critiques admettent tous à un moment donné que Don Carlos était un essai peu concluant d’Aïda.
La version que Maria Callas chanta en 1954 – entre autres interprétations – permit au public de retrouver cet opéra de Verdi, délaissé pendant quasiment un siècle. Le gigantisme, le nombre d’exécutants et la complexité de Don Carlos ne rendaient pas l’interprétation facile, d’autant que les cinq rôles de cet opéra réclamaient cinq personnalités d’exception – essentiellement pour le rôle de Philippe II. L’interprétation est encore « traditionnelle » de nos jours : Don Carlos est encore souvent interprété en italien, rarement dans sa version intégrale, et ce dès l’époque de Verdi, l’année suivant sa création.
Don Carlos n’est pas encore aussi populaire que La Traviata, Rigoletto ou Aïda qui contiennent des airs mondialement connus (de « tubes ») et qui, par conséquent, aident à leur diffusion. Don Carlos, au milieu, fait pâle figure. Sortie du monde des « connaisseurs » de l’opéra (ou de ceux qui s’y intéressent un peu), cette œuvre est inconnue.
Néanmoins, elle est à présent considérée comme l’une des plus abouties de Verdi, au point qu’on lui accorde une place particulière dans son œuvre entier, comme nous l’avons expliqué. On découpe généralement l’ensemble des créations de Verdi en trois périodes : une période qui va d’Oberto (1839) à Stiffelio (1850), une deuxième qui va de Rigoletto (1851) à La Forza del Destino (1862), et enfin une troisième qui va de Don Carlos (1867) aux Quattro pezzi sacri (1898). L’œuvre qui nous occupe ouvre donc la troisième et dernière période de création de Verdi, celle de la maturité.
Les avis des admirateurs de Verdi furent longtemps partagés entre deux partis extrêmes, qui ne sont plus d'actualité. Un parti consistait à penser que tout ce que Verdi avait écrit avant Don Carlos était un ensemble de frivolités sans intérêt ; l'autre, au contraire, pensait que tout ce qui l'avait suivi n'était qu’un endiguement dans une musique brumeuse, loin des charmes, de la fraîcheur et de la simplicité de ses œuvres antérieures (à l’image des pérégrinations harmoniques du début d’Otello). On voit donc bien en quoi Don Carlos est considéré comme une œuvre charnière dans sa carrière.

### Distribution de la version de Milan
- Livret : Charles Nuitter, d'après le livret original de Méry et du Locle, traduction italienne : Angelo Zanardini, d'après la traduction originale d'Achille de Lauzières
- Filippo II, re di Spagna (basso) : Alessandro Silvestri
- Don Carlo, infante di Spagna (tenore) : Francesco Tamagno
- Rodrigo, marchese di Posa, (baritono) :  Paul Lhérie
- Il grande inquisitore, cieco nonagenario(Aveugle nonagénaire) (basso) :  Francesco Navarrini
- Un frate (basso) : Leopoldo Cromberg
- Elisabetta di Valois (soprano) : Abigaille Bruschi-Chiatti
- La principessa Eboli (mezzo-soprano) :  Giuseppina Pasqua
- Tebaldo, paggio di Elisabetta  (soprano) : Amelia Garten
- La contessa d’Aremberg  (mimo) : Angelina Pirola
- Il conte di Lerma (tenore) :  Angelo Fiorentini
- Un araldo reale (tenore) : Angelo Fiorentini
- Orchestre symphonique et chœur du Teatro alla Scala
- Chef d'orchestre : Franco Faccio
- Chef de chœur : Giuseppe Cairati
- Metteur en scène : Gaetano Archinti
- Scénographe : Giovanni Zuccarelli
- Costumes : Alfredo Edel

Source : Istituto nazionale di studi verdiani

### Discographie et vidéographie sélectives
- Chœurs et Orchestre du théâtre de la Scala de Milan, Claudio ABBADO (direction), avec : Katia RICCIARELLI (Elisabeth), Placido DOMINGO (Don Carlos), Lucia VALENTINI-TERRANI (Eboli), Leo NUCCI (Rodrigue), Ruggero RAIMONDI (Philippe), Nicolai GHIAUROV Basse (l'Inquisiteur), DGG, 1983
- Orchestre de Paris, Chœurs du théâtre du Châtelet, Antonio PAPPANO (direction), avec : Karita MATTILA (Elisabeth), Roberto ALAGNA (Don Carlos), Waltraud MEIER (Eboli), Thomas HAMPSON (Rodrigue), José VAN DAM Baryton (Philippe), Eric HALVARSON (l'Inquisiteur), EMI, 1996

Version chantée en français, existe en disque et en DVD.
- Chœurs et Orchestre du Royal Opera House of Covent Garden, Georg SOLTI (direction), avec : Renata TEBALDI (Elisabeth), Carlo BERGONZI (Don carlos), Grace BUMBRY (Eboli), Dietrich FISCHER-DIESKAU (Rodrigue), Nicolai GHIAUROV (Philippe), Martti TALVELA (l'Inquisiteur), DECCA, 1965

Excellente version de Modène, en italien.
- Chœurs et Orchestre du Royal Opera House of Covent Garden, Ambrosian Opera Chorus, Carlo Maria GIULINI (direction), avec : Montserrat CABALLE (Elisabeth), Placido DOMINGO (Don Carlos), Shirley VERRETT Mezzo-soprano, Sherrill MILNES (Rodrigue), Ruggero RAIMONDI (Philippe), Giovanni FOIANI (l'Inquisiteur), EMI, 1970-1971

Version de Modène en italien également.
- Chor Der Deutschen Oper Berlin, Berliner Philharmoniker, Herbert von Karajan (direction), avec : Mirella Freni (Elisabeth), José Carreras (Don Carlos), Agnes Baltsa (Eboli), Piero Cappuccilli (Rodrigue), Nicolaï Ghiaurov (Philippe), Ruggero Raimondi (l'Inquisiteur), EMI, 1979

Version de Milan, en italien.
- Wiener Staatsorchester and Chor, Antonio Pappano (direction), avec : Jonas Kaufmann (Don Carlo), Anja Harteros (Elisabetta), Thomas Hampson (Posa), Ekaterina Semenchuck (Eboli), Matti Salmimen (Filippo II) - Filmé en direct à Salzbourg, festival d'été 2014. DVD Sony Classical.